# 元寇 (軍歌)

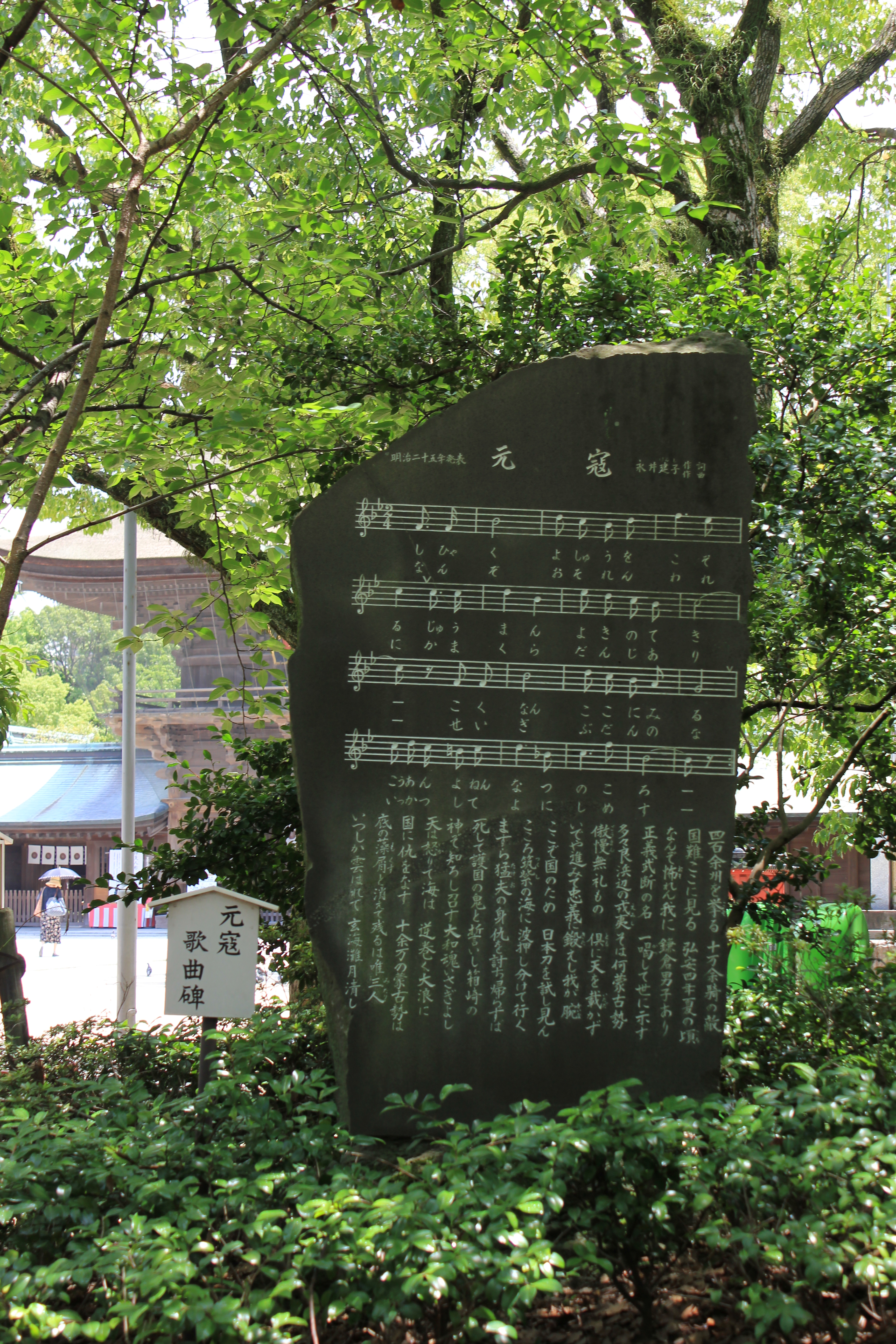
筥崎宮境内の元寇歌曲碑

『元寇』（げんこう）は、1892年（明治25年）に発表された軍歌。全4番からなる。作詞・作曲は陸軍軍楽隊士官の永井建子だが、当時は彼の号である「人籟居士」の下で発表された。
元の襲来（元寇）をテーマにした歌で、大正天皇も愛唱し、歌った後には側近に「お前、閉口か」と笑いかけたという。黒澤明の監督第二作『一番美しく』で、効果的に使用されている。
1937年（昭和12年）2月からは、刑務所の運動時間中に体操のほか、『元寇』（他に「勇敢なる水兵」、『道は六百八十里』の軍歌が指定）の唱和も行われるようになった。

## 歌詞
1. 四百余州を挙る 十万余騎の敵
国難ここに見る 弘安四年夏の頃
なんぞ怖れん我に 鎌倉男児あり
正義武断の名 一喝して世に示す
2. 多々良浜辺の戎夷 そは何蒙古勢
傲慢無礼もの 倶に天を戴かず
いでや進みて忠義に 鍛えし我が腕
ここぞ国のため 日本刀を試し見ん
3. こころ筑紫の海に 波押し分けてゆく
ますら猛夫の身 仇を討ち帰らずば
死して護国の鬼と 誓いし箱崎の
神ぞ知ろし召す 大和魂いさぎよし
4. 天は怒りて海は 逆巻く大浪に
国に仇をなす 十余万の蒙古勢は
底の藻屑と消えて 残るは唯三人
いつしか雲はれて 玄界灘月清し

## 替え歌
校歌『都の西北』制定以前の早稲田大学では、1902年（明治35年）の大学開校式祝典時に坪内逍遥が『元寇』の曲を転用して作詞した記念歌『煌々五千の炬火』が校歌として扱われていた。
戦後も替え歌がテレビなどでも使われ、そのメロディーは歌詞以上に有名である。マンガ『はだしのゲン』の作中で主人公の元が繰り返し歌う「八百八州のこじき、ざる持って門に立ち…」も『元寇』の替え歌である。